# شلیک به بانک
شلیک به بانک (انگلیسی: Bank Shot) فیلمی در ژانر سرقت است که در سال ۱۹۷۴ منتشر شد.

## بازیگران
- جرج سی. اسکات
- جوانا کسیدی
- باب بالابان
- کلیفتون جیمز
- فرانک مک‌ری
- جک پرکینز
- جک رایلی
- دان کالفا